# متحف مورمانسك الإقليمي
متحف مورمانسك الإقليمي (بالروسية: Мурманский областной краеведческий музей) أو المتحف الإقليمي لأوبلاست مورمانسك هو أقدم متحف في هذه المنطقة يقع في روسيا، خارج الدائرة القطبية الشمالية، حيث تم تأسيسه في 17 أكتوبر 1926 في مورمانسك. وتُديرهُ السيدة نينا بوريتشيفا (Nina Pourycheva).

## وصف
يقع المتحف في أحد أقدم المباني في المدينة، وقد تم إدراجه الآن معلما تاريخيا. تنقسم مجموعات المتحف إلى سبعة عشر صالة عرض.
ينظم المتحف حوالي خمسين معرضًا مواضيعيًا كل عام، وتحتوي مكتبة المتحف على 18000 كتابا في التاريخ المحلي، كما يزور المتحف حوالي 100.000 شخصا في السنة.
يتم تنظيم دورة من المحاضرات مرتين في السنة في المتحف حول الممارسة الإقليمية للتقاليد المحلية.

## روابط خارجية
- (بالروسية) الموقع الرسمي للمتحف
- (بالروسية) صور من غرف المتحف